# Castillo de Faulx-les-Tombes
El castillo de Faulx-les-Tombes (en francés: Château de Faulx-les-Tombes) es un castillo del siglo XIX en Faulx-les-Tombes en el municipio de Gesves, provincia de Namur, Bélgica.
El primer castillo en el sitio fue construido en el siglo XIII y era una dependencia de la Provincia de Namur. Alrededor de 1340 fue adquirido por la familia Marbaix. Después de varios cambios adicionales, pasó a ser propiedad de la familia Corswaren en 1665, que la conservó hasta la Revolución Francesa.
El actual edificio neogótico fue construido en el mismo lugar por el arquitecto Henri Beyaert en 1872, pero fue gravemente dañado por un incendio en 1961. En 1970 fue adquirido por el municipio de Etterbeek, pero posteriormente ha vuelto a pertenecer a particulares y no es accesible al público.